# サンドロビッチ・ヤバ子
サンドロビッチ・ヤバ子（サンドロビッチ ヤバこ、1984年11月1日 - ）は、漫画原作者。鳥取県出身。

## 概要
遺跡発掘のアルバイトをしており、調査が終了して、漁師への転職を検討していた際に自身のサイトで連載していたWeb漫画『求道の拳』が評価されてスカウトを受ける。このことをきっかけに裏サンデー（小学館）にて『ケンガンアシュラ』の漫画原作者として2012年にデビューする。

## 作品リスト
- 『ケンガンアシュラ』小学館〈裏少年サンデーコミックス〉全27巻（作画：だろめおん 、『裏サンデー』2012年4月18日 - 2018年8月9日）
  - 『ケンガンオメガ』小学館〈裏少年サンデーコミックス〉既刊29巻（作画：だろめおん、『裏サンデー』2019年1月17日[4] - 連載中）
- 『ダンベル何キロ持てる？』小学館〈裏少年サンデーコミックス〉既刊20巻（作画：MAAM、『裏サンデー』2016年8月5日 - 連載中）
- 『一勝千金』小学館〈裏少年サンデーコミックス〉既刊5巻（作画：MAAM、『裏サンデー』2023年5月1日 - 連載中）
  1. 2023年9月19日発売[5][6]、ISBN 978-4-09-852833-2
  2. 2024年3月19日発売[7]、ISBN 978-4-09-853168-4
  3. 2024年8月19日発売[8]、ISBN 978-4-09-853529-3
  4. 2024年12月12日発売[9]、ISBN 978-4-09-853748-8
  5. 2025年5月12日発売[10]、ISBN 978-4-09-854098-3